# Word (Amsterdam)
Word (brug 1992) is een bouwkundig en artistiek kunstwerk in Amsterdam-Oost.
De smeedijzeren voetbrug is gelegen in de Javakade en overspant de Lamonggracht. Die gracht is gegraven ten tijde dat het Java-eiland eind 20e eeuw een woonbestemming kreeg. De voetgangersbrug maakt deel uit van een serie van aantal soortgelijke bruggen, die op het eiland verschenen. Die zogenaamde letterbruggen zijn in 1994 ontworpen door de Belgische kunstenaars Guy Rombouts en Monica Droste en vanaf 1998 gebouwd; het jaar waarin Droste overleed. Figuratie van brugleuningen geven het woord "Word" weer in het door hun ontworpen Azart-alfabet. Volgens richtlijnen binnen dat Azart-alfabet zouden de letters ook een bepaalde kleur mee moeten krijgen. Architect Paul Wintermans verantwoordelijk voor de vertaling van kunst naar brug vond dat te speels; de bruggen werden in zwart uitgevoerd. 
De brug is een horizontale en verticale  boog (met verschillende hellingshoeken) neergelegd.

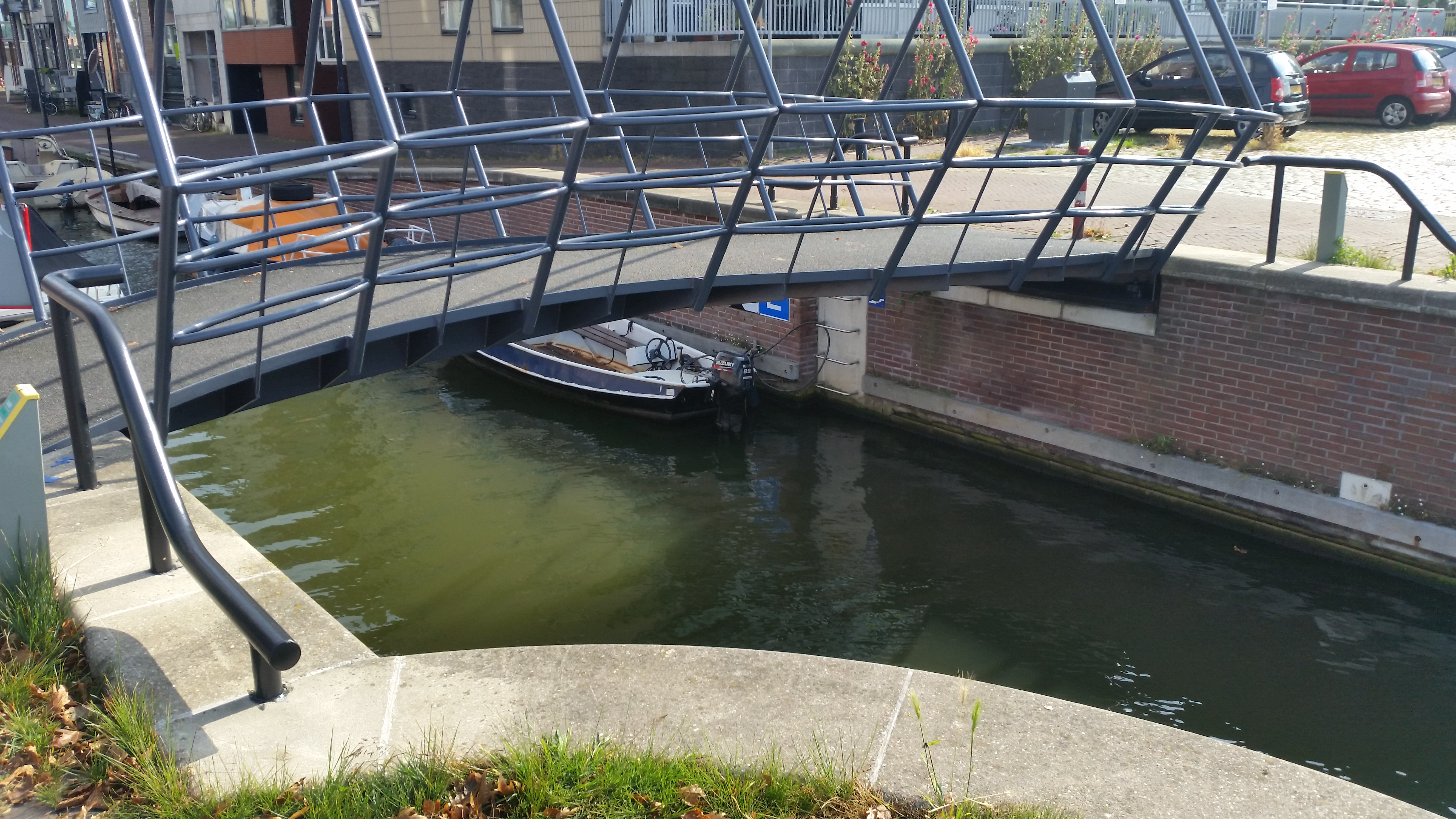
Word van de zijkant (juli 2019)

<<< · 1900 · 1901 · 1902 · 1904 · 1906 · 1907 · 1908 · 1909 · 1910 · 1911 · 1913 · 1914 · 1915 · 1916 · 1917 · 1919 · 1920 · 1922 · 1923 · 1925 · 1927 · 1929 · 1930 · 1931 · 1932 · 1933 · 1935 · 1936 · 1937 · 1938 · 1939 · 1940 · 1941 · 1942 · 1944 · 1945 · 1946 · 1947 · 1948 · 1949 · 1950 · 1951 · 1952 · 1953 · 1954 · 1955 · 1956 · 1957 · 1958 · 1959 · 1960 · 1961 · 1962 · 1963 · 1964 · 1965 · 1966 · 1967 · 1968 · 1969 · 1970 · 1971 · 1972 · 1973 · 1974 · 1975 · 1976 · 1977 · 1978 · 1979 · 1980 · 1981 · 1982 · 1983 · 1984 · 1985 · 1986 · 1987 · 1988 · 1989 · 1990 · 1991 · 1992 · 1993 · 1994 · 1995 · 1996 · 1997 · 1998 · 1999 · >>>
Brugnummers 1903, 1905, 1912, 1918, 1921, 1924, 1926, 1928, 1934, 1943 zijn niet (meer) in gebruik (januari 2021)